# جون ماكلود بول
جون ماكلود بول (بالإنجليزية: John Macleod Ball)‏ (مواليد 1948) وهو أستاذ في الفلسفة الطبيعية في جامعة أوكسفورد. كان رئيس الاتحاد الدولي للرياضيات من 2003-2006 وزميل كلية كوينز في أكسفورد. تلقى تعليمه في جامعة كامبريدج وجامعة ساسكس، وقبل أن يشغل منصبه في أكسفورد كان أستاذًا للرياضيات بجامعة هيريوت وات في إدنبرة.
تشمل اهتماماته المرونة (فيزياء) وحساب المتغيرات، والأنظمة الدينامية غير المحدودة الأبعاد. وقد حصل على لقب فارس (بريطانيا) في قائمة جوائز العام الجديد لعام 2006 «لخدمات العلوم». وهو عضو في الأكاديمية النرويجية للعلوم والآداب وزميل في مجتمع الرياضيات الأمريكي.
كان عضوًا في أول لجنة لجائزة أبيل في عام 2002 ولجنة ميدالية فيلدز في عام 1998. من 1996 حتى 1998 كان رئيسًا لجمعية الرياضيات في لندن، ومن 2003 حتى 2006 كان رئيسًا للإتحاد الدولي للرياضيات، ايمو. في أكتوبر 2011 تم انتخابه في المجلس التنفيذي لـ ICSU «المجلس الدولي للعلوم» لمدة ثلاث سنوات من يناير 2012.
فاز بجائزة ثيودور فون كارمن عام 1999 إلى جانب ستيوارت س. أنتمان. في عام 2018 حصل على جائزة الملك فيصل العالمية في الرياضيات.
حصل جون ماكلود بول على الدكتوراه الفخرية من جامعة هيريوت وات في عام 1998.
انتخب زميلا للجمعية الملكية في إدنبرة في عام 1980.

## حياته الشخصية
جون متزوج من سيدهار تشوزام ولديه ثلاثة أطفال.

## وصلات خارجية
- Ball's home page نسخة محفوظة 3 يناير 2006 على موقع واي باك مشين.